# Československá basketbalová liga 1980/1981
1. basketbalová liga 1980/1981 byla v Československu nejvyšší ligovou basketbalovou soutěží mužů, v ročníku 1. ligy hrálo 10 družstev. Inter Bratislava získal titul mistra Československa, Zbrojovka Brno skončila na 2. místě a Dukla Olomouc na 3. místě. Z ligy sestoupila dvě družstva Baník Ostrava a Dukla Olomouc.
Konečné pořadí:
1. VŠ Praha (mistr Československa 1981) – 2. Inter Bratislava – 3. Zbrojovka Brno – 4. RH Pardubice – 5. Slávia VŠD Žilina – 6. NHKG Ostrava – 7. Chemosvit Svit – 8. Sparta Praha – další 2 družstva sestup z 1. ligy: 9. Baník Ostrava – 10. Dukla Olomouc

## Systém soutěže
Všech deset družstev hrálo dvoukolově každý s každým (zápasy doma – venku), každé družstvo odehrálo 18 zápasů. Po základní části se družstva rozdělila na dvě skupiny, prvních šest hrálo o titul (celkem 28 zápasů) a družstva na 7.-10. místě hrála o záchranu (celkem 24 zápasů). Bylo hráno v turnajích pořádaných prvními dvěma družstvy ve skupině po základní části.

## Konečná tabulka 1980/1981
| Poř. | Tým               | Z  | V  | P  | Skóre     | Body |
| ---- | ----------------- | -- | -- | -- | --------- | ---- |
| 1.   | VŠ Praha          | 28 | 25 | 3  | 2630:2241 | 53   |
| 2.   | Inter Bratislava  | 28 | 19 | 9  | 2592:2335 | 47   |
| 3.   | Zbrojovka Brno    | 28 | 15 | 13 | 2565:2454 | 43   |
| 4.   | RH Pardubice      | 28 | 13 | 15 | 2338:2378 | 41   |
| 5.   | Slávia VŠD Žilina | 28 | 12 | 16 | 2340:2534 | 40   |
| 6.   | NHKG Ostrava      | 28 | 11 | 17 | 2268:2386 | 39   |
|      |                   |    |    |    |           |      |
| 7.   | Chemosvit Svit    | 24 | 10 | 14 | 2020:2074 | 34   |
| 8.   | Sparta Praha      | 24 | 10 | 14 | 1978:2058 | 34   |
| 9.   | Baník Ostrava     | 24 | 10 | 14 | 2082:2188 | 34   |
| 10.  | Dukla Olomouc     | 24 | 7  | 17 | 1919:2084 | 31   |

## Sestavy (hráči, trenéři) 1980/1981
- VŠ Praha: Gustáv Hraška, Jaroslav Skála, Vladimír Ptáček, Vlastibor Klimeš, Juraj Žuffa, Bříza, Zdeněk Terzijský, Doleček, Hájek, Dorazil, V. Raška, Matušů, Plajner. Trenér Jaroslav Šíp
- Internacionál Slovnaft Bratislava: Stanislav Kropilák, Vladimír Padrta, Peter Rajniak, Justin Sedlák, Marian Kotleba, Pavol Bojanovský, Jozef Michalko, Mašura, Považanec, P. Jančura, Kevenský, Stanček, Plesník. Trenér K. Klementis
- Zbrojovka Brno: Kamil Brabenec, Josef Nečas, Vlastimil Havlík, Jiří Jandák, Jiří Okáč, Josef Šťastný, Šrámek, M. Svoboda, Jimramovský, J. Hartig, Procházka, Prčík. Trenér František Konvička.
- RH Pardubice: Jaroslav Kantůrek, Ladislav Rous, Miloš Kulich, Jan Faltýnek, Josef Kurka, Miroslav Zuzánek, Jiří Voltner, František Burgr, Stehlík, L. Petr. Trenér Luboš Bulušek
- Slávia VŠD Žilina: Jaroslav Beránek, Jan Bobrovský, Jiří Zedníček, Jaroslav Kraus, M. Hrnčiar, Kurčík, Špiner, Černý, O. Svoboda, Rendla, L. Vilner, Švábik, Rybár. Trenér M. Rožánek
- NHKG Ostrava: Zdeněk Böhm, Vojtěch Petr, Rubíček, Kocúr, Tomáš Pršala, Buryan, Vršecký, Suchánek, Cieslar, Barták, Čegan, Hýl. Trenér J. Stéblo
- Chemosvit Svit: Benický, Bulla, Majerčák, Míčka, Ivan, Štaud, Varga, Sako, Koreň, Demečko, Murín, Kaňuk. Trenér Rudolf Vraniak
- Sparta Praha: Dušan Žáček, Zdeněk Douša, Jiří Baumruk, Libor Vyoral, Lubomír Lipold, Lukáš Rob, Jiří Brůha, Vladimír Vyoral, Pavel Volf. Trenér Vladimír Mandel
- Baník Ostrava: Jiří Pospíšil, Martin Brázda, Novický, L. Jelínek, Č. Lacina, Dérkas, Bednařík, Erben, Kryl. Trenér Zdeněk Hummel
- Dukla Olomouc: Zdeněk Kos, Miloš Pažický, Ludvík Šereda, J. Vilner, Kocian, L. Hrnčiar, Dérer, Lauermann, T. Michalík, Vančík, Váňa, Holúbek, Dvořák, Konečný. Trenér Drahomír Válek

## Zajímavosti
- Československo postoupilo z předolympisjké kvalifikace ve Švýcarsku, bylo na 2. místě z 16 družstev a na Olympijských hrách 1980 Moskva skončilo na 9. místě, když hrálo v sestavě:
  - kvalifikace: Kamil Brabenec 166 bodů /9 zápasů, Stanislav Kropilák 127 /10, Zdeněk Kos 96 /9, Jaroslav Skála 81 /10, Vlastimil Havlík 80 /10, Gustáv Hraška 76 /10, Vlastibor Klimeš 76 /9, Peter Rajniak 65 /6, Zdeněk Douša 40 /6, Jiří Pospíšil 34 /7, Justin Sedlák 21 /3, Jiří Jandák 16 /2, celkem 878 bodů v 10 zápasech (8-2). Trenér Pavel Petera.
  - OH 1980: Stanislav Kropilák 184 bodů /7 zápasů, Kamil Brabenec 123 /7, Zdeněk Kos 54 /7, Jaroslav Skála 50 /7, Peter Rajniak 40 /5, Gustáv Hraška 38 /6, Vlastimil Havlík 35 /7, Vlastibor Klimeš 35 /7, Jiří Pospíšil 25 /5, Dušan Žáček 23 /3, Zdeněk Douša 15 /5, Pavol Bojanovský 4 /2, celkem 626 bodů v 7 zápasech (3-4). Trenér Pavel Petera.
  - Konečné pořadí: 1. Jugoslávie, 2. Itálie, 3. Sovětský svaz – 9. Československo
- Inter Bratislava v Poháru evropských mistrů 1980/81 hrál 6 zápasů (3-3, 504-524), skončil na 3. místě ve čtvrtfinálové skupině E: Murray BC Edinburgh, Skotsko (80-76, 63-75), Hageby BK Norrköping, Švédsko (103-87, 86-85) a Nashua EBBC Den Bosch, Holandsko (79-86, 93-115).
- Koračův pohár 1980/81
  - Zbrojovka Brno hrál 8 zápasů (3-5 756-733), byl na 2. místě ve čtvrtfinálové skupině C (2-4 587-582), KK Jugoplastika Split, Jugoslávie (90-96, 110-102), AS Aris Soluň, Řecko (114-83, 87-101), Carrera Reyer Venezia, Itálie (109-110, 77-90)
  - Slavia VŠ Praha hrál 2 zápasy (1-1 154-163), byl vyřazen ve 2. kole od BC Sunair Oostende, Belgie (90-84, 64-79)
- Vítězem ankety Basketbalista roku 1980 byl Stanislav Kropilák.
- „All Stars“ československé basketbalové ligy – nejlepší pětka hráčů basketbalové sezóny 1980/81: Jaroslav Skála, Stanislav Kropilák, Gustáv Hraška, Vlastimil Havlík, Kamil Brabenec.